# 寺本成位
寺本 成位（てらもと せいい）は、日本の男性ファッションモデル、ファッションデザイナー。イタリア生まれ京都育ちの帰国子女。men's eggなどのティーンズ雑誌のモデルとして活躍する一方で、2010年6月に自らのファッションブランド「ALTER VENOMV」を立ち上げ、デザイナーとしても活動している。かに座。

## 人物・来歴
- men's eggの関☆エグ[1]創刊に向け、大阪心斎橋にてスカウトされ雑誌デビュー。
- 独自のファッションスタイルを確立しており、ACIDという新しいスタイルを提案している。
- 2010年6月 寺本成位フルプロデュースのブランド『ALTER VENOMV』発足。ALTER VENOMVのデザイナー活動を続けている。

## デザイナーとしての活動
ALTER VENOMV（オルターヴェノム）
コンセプトは所謂ロック、グランジスタイルであり、その中に様々な服のジャンルを落とし込んだスタイル。
デザイナー寺本成位の世界観・音・生物・感情などを描き落とし込んだのが「ALTER VENOMV」。
生地・加工・プリント技法・シルエットでアレンジし、渋谷系ならではのテイストを加えたファッションを提案している。
【 2023年 現在の活動 】
2021年～2023年にかけてはインスタレーションアート活動を開始、
子供の頃から続けている作品制作、展示、販売などを行っている。
また、早稲田大学の音楽コミュニティの中で始めた【 in_the_pool_ 】と言う音楽イベント活動も開始。

## 出演

### 雑誌
- Men's egg （大洋図書） 専属
- Men's egg Youth （大洋図書） 専属
- Men's egg BLACK （大洋図書） 専属
- Men's egg WEST （大洋図書） 専属

### ファッションショー
- 渋谷ガールズコレクション 出演モデル[2]

## 関連人物
- 植竹拓
- 梅田直樹
- 佐藤歩
- 澤本幸秀